# 1984 (canção de David Bowie)
"1984" é um single de David Bowie lançado em 1974, do seu álbum Diamond Dogs. Composta em 1973, a canção (assim como o próprio álbum) foi inspirada no livro 1984, de George Orwell, sendo que Diamond Dogs foi originalmente concebido como uma peça teatral baseada no romance. A peça não foi produzida pois a mulher de Orwell não concedeu os direitos sobre o livro.